# Humberto Primo (Argentina)
Humberto Primo är en stad i provinsen Santa Fé, Argentina, med ungefär 5 200 invånare år 2010.